# Esko-Juhani Tennilä

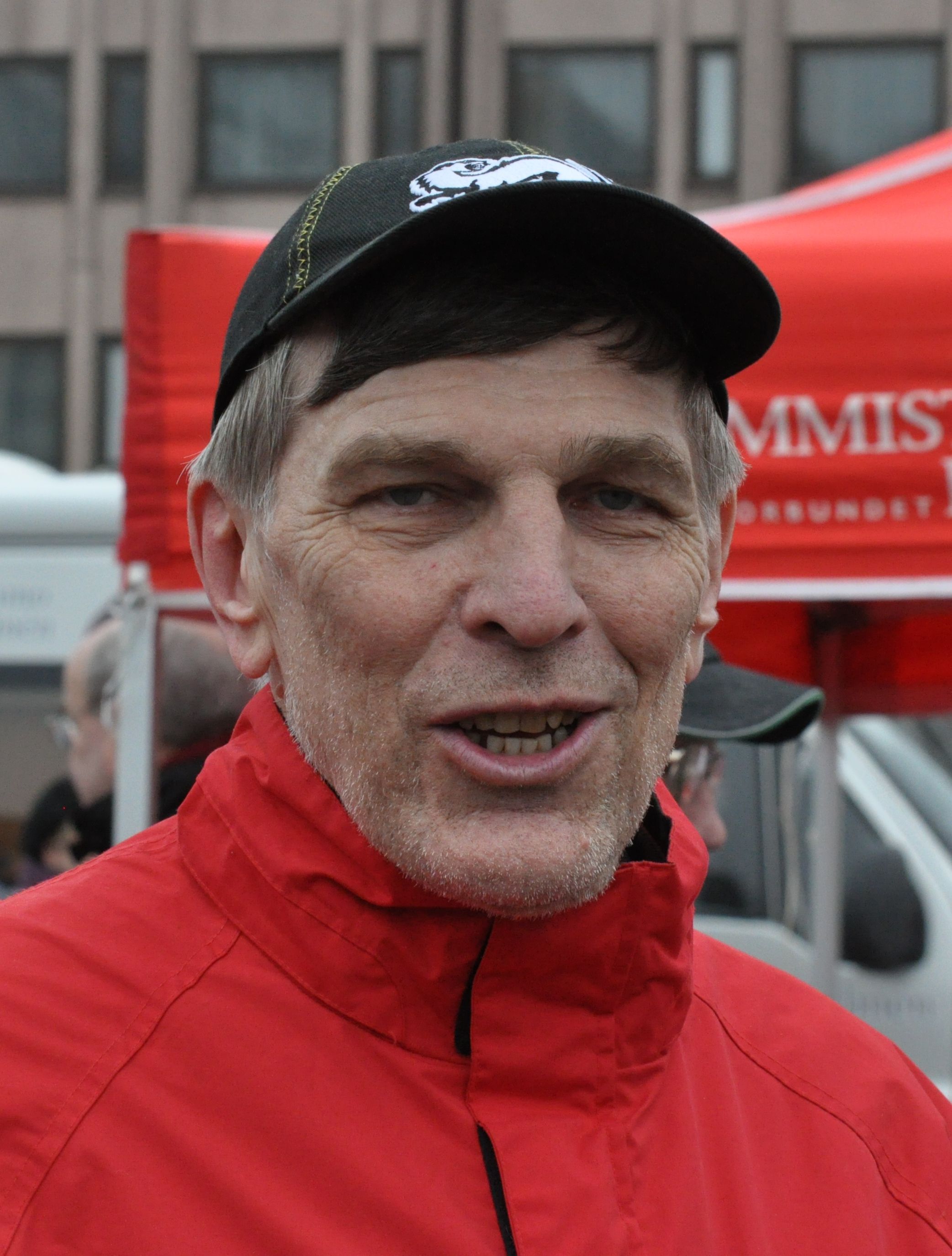
Esko-Juhani Tennilä, 2011

Esko-Juhani Tennilä (* 10. Oktober 1947 in Rovaniemi; † 6. April 2024) war ein finnischer Politiker, zuletzt Mitglied des Linksbündnisses. Von 1975 bis 2011 war er Abgeordneter im finnischen Parlament.
Tennilä wurde im nordfinnischen Rovaniemi geboren und studierte nach der Schule an der Universität von Tampere. Von 1966 bis 1975 arbeitete er als Redakteur bei der Zeitung Hämeen Yhteistyö. 1975 wurde er für die Demokratische Union des Finnischen Volkes (SKDL) in das finnische Parlament gewählt. Bei der Parlamentswahl in Finnland 1983 trat er als unabhängiger Kandidat an und wurde erneut gewählt. Im Parlament schloss er sich daraufhin der Fraktion der SKDL an. 1987 wurde er als Mitglied der Demokratischen Alternative ins finnische Parlament gewählt. Die Demokratische Alternative entstand aus dem streng-marxistischen Flügel der Kommunistischen Partei Finnlands (SKP) bzw. der SKDL und erreichte bei den Wahlen 1987 vier Mandate. Allerdings trat Tennilä schon bald der neugegründeten Kommunistischen Partei Finnlands (Einheit) (SKPy) bei, deren Vorsitzender er von 1989 bis 1990 war. Er trat 1990 als Vorsitzender der SKPy zurück, um Mitglied des Linksbündnisses zu werden. Innerhalb des Linksbündnisses erhielt er den Ruf eines internen Kritikers. 1995 wurde Tennilä aus der Parlamentsfraktion des Linksbündnisses ausgeschlossen, als er sich gegen eine Teilnahme des Linksbündnisses an der Regenbogenkoalition Paavo Lipponens von der Sozialdemokratischen Partei wehrte. 1999 wurde er wieder in die Fraktion aufgenommen.
Esko-Juhani Tennilä trat stets als Vertreter Lapplands in Erscheinung. Bei den Parlamentswahlen 1979, 1983, 1995 und 1999 war er im Wahlkreis Lappland der Kandidat mit den meisten Stimmen. Als er 2011 nach 36 Jahren nicht mehr antrat, verlor das Linksbündnis, das in ganz Finnland 0,7 % weniger Stimmen erhalten hatte als 2007, in Lappland 6,4 % und einen der beiden bisher gehaltenen Sitze.
Tennilä heiratete 1965 Leena Tuulikki Uusipaavalniemi. Das Paar hat zwei Kinder: Arto (* 1966) und Tiina (* 1967). Neben seiner Tätigkeit als Politiker schrieb Tennilä auch Gedichte und Kinderbücher.